# リアル・フォーク・ブルース (ハウリン・ウルフのアルバム)
『リアル・フォーク・ブルース』（The Real Folk Blues）は、アメリカのブルース・ミュージシャンハウリン・ウルフによるコンピレーション・アルバムである。チェス・レコードより1965年にリリースされた。本作には1956年から1965年にかけてシカゴで録音されたシングル曲が収録されている。

## 評価
AllMusicのレビューでは、以下のように評価されている。
> 「1960年代半ば、チェス・レコードは自社の有力なブルース・アーティストたちの1940年代〜50年代のシングルを集めた《リアル・フォーク・ブルース》シリーズをリリースした。その中でもハウリン・ウルフ編は最も優れた一枚とされ、エレクトリック・ブルースの鬼才である彼の魅力を知るには最適な入門盤でもある。凶暴な“Killing Floor”で始まる本作は、収録曲の多くが他の編集盤では見かけないもので構成されており、新鮮味に富んでいる。」
また、音楽誌『Select』でも1990年に紹介され、高い評価を受けた。

## 収録曲
特記ない限り、全曲チェスター・バーネット（ハウリン・ウルフ）作曲：
1. "Killing Floor" – 2:48
2. "Louise" – 2:42
3. "Poor Boy" – 2:32
4. "Sittin' on Top of the World" – 2:30
5. "Nature" – 2:45
6. "My Country Suga Mama" – 2:34
7. "Tail Dragger"（ウィリー・ディクスン） – 2:56
8. "Three Hundred Pounds of Joy"（ディクスン） – 2:59
9. "The Natchez Burnin'" – 2:10
10. "Built for Comfort"（ディクスン） – 2:30
11. "Ooh Baby, Hold Me" – 2:35
12. "Tell Me What I've Done" – 2:47

※録音日と場所：  
1956年7月19日（9曲目）  
1957年6月24日（5曲目）  
1957年12月（3・4曲目）  
1962年9月28日（7曲目）  
1963年8月14日（8・10曲目）  
1964年8月（1・2・6曲目）  
1965年4月15日（11・12曲目）

## 参加ミュージシャン
以下の演奏者一覧は、AllMusicのクレジット情報に基づいている。
- ハウリン・ウルフ – ボーカル、ハーモニカ、ギター
- テナー・サックス：J.T.ブラウン（7, 8, 10）、アドルフ・“ビリー”・ダンカン（5）、アーノルド・ロジャーズ（1, 2, 6）、エディ・ショウ（11, 12）
- バリトン・サックス：ドナルド・ハンキンズ（8, 10）
- ピアノ：リー・エグルストン（11, 12）、リトル・ジョニー・ジョーンズ（1, 2, 6, 7）、ホセア・リー・ケナード（3–5, 9）、ラファイエット・リーク（8, 10）、オーティス・スパン（9）
- ギター：バディ・ガイ（8, 10–12）、ウィリー・ジョンソン（5, 9）、オーティス・“ビッグ・スモーキー”・スモザーズ（5, 9）、ヒューバート・サムリン（1–4, 6–8, 10–12）
- ベース：ジェローム・アーノルド（7, 8, 10）、ウィリー・ディクスン（5, 9）、アルフレッド・エルキンス（3, 4）、アンドリュー・パーマー（1, 2, 6）、アンドリュー・“ブルーブラッド”・マクマホン
- ドラム：ジュニア・ブラックモン（1, 2, 6, 7）、アール・フィリップス（3–5, 9）、サム・レイ（8, 10–12）